# Елън Мария Стоун
Елън Мария Стоун (на английски: Ellen Maria Stone), известна и като Мис Стоун, е американска протестантска мисионерка, отвлечена за откуп от чета на Вътрешната македоно-одринска революционна организация в 1901 – 1902 година.

## Биография
Елън Стоун е родена е на 24 юли 1846 година в Роксбъри, щата Масачузетс, САЩ. Завършва образованието си в Челси и работи като редактор в списание „Конгрегейшъналъсти“.
Пристига в България през 1878 година, за да работи в американското девическо училище в Самоков. По-късно се премества в Пловдив, за да преподава хигиена, четене и протестантство на жените по домовете. През 1898 година е изпратена в Солун от Американския съвет за чуждестранни мисии на евангелистко мисионерство сред жените. Помощничка е на Джон Хенри Хаус и обикаля българските селища в Македония. В 1892 година посещава заедно с Хаус Струмица, Моноспитово, Радовиш, Неврокоп, Банско.
През август 1901 година отива в Банско, за да ръководи кратък курс за обучение на български учителки за първоначалните протестантски училища и за жените от Библейското дружество заедно с помощничката си българка Катерина Цилка. На 3 септември (21 август по стар стил) 1901 година по пътя Банско – Горна Джумая четите на Яне Сандански и Христо Чернопеев отвличат двете жени. Тяхното пленничество продължава близо половин година и става известно като аферата „Мис Стоун“. След предаването на откуп от 14 500 златни лири на 18 януари 1902 година в Банско, на 2 февруари 1902 година Стоун и Цилка са освободени край село Градошорци.
След освобождаването си Елън Стоун се завръща в САЩ. Изнася беседи в различни американски градове в полза на българската кауза в Македония. Заедно с Цилка в 1902 година публикува спомени за отвличането в списание „Макюърз Магазин“, които са отпечатани на български в протестантския вестник „Зорница“ на 16 – 19 април и на 12 декември 1907 година.
Елън Стоун умира на 13 декември 1927 година в Челси, щата Масачузетс, САЩ.